# Автовокзалы и автостанции междугородных сообщений Москвы
Автостанции междугородных сообщений — система станций для оказания услуги междугородных и международных пассажирских перевозок в городе Москве. Находится в ведении Департамента транспорта города Москвы. 
С автостанций междугородных сообщений Москвы организовано более 154 маршрутов в различные города России и зарубежья.

## История
13 ноября 2014 года состоялось открытие двух автовокзалов для перевозок в другие города. Первый на Елецкой улице, второй — у рынка «Южные ворота».
Глава московского Департамента транспорта Максим Лискутов прокомментировал это:
Открытие новых автовокзалов для междугородных маршрутов — важный шаг для развития всей транспортной системы. Раньше на большинстве междугородних автобусных маршрутов пассажиры не могли рассчитывать на комфортные условия и гарантии безопасности: не было цивилизованных автовокзалов, непонятно, кто выпускал устаревшие автобусы на линию, кто контролировал исправность подвижного состава. Транспортный комплекс строго контролирует соблюдение всех правил перевозок, а по уровню пассажирского сервиса междугородние перевозки приближаются к городскому транспорту.Ликсутов, Максим Станиславович, https://rostokino.mos.ru/presscenter/news/detail/1409184.html
29 декабря 2023 года был открыт международный автовокзал «Красногвардейский». 26 февраля 2024 все рейсы с автостанций «Варшавская» и «Орехово» были переведены на автовокзал «Красногвардейский», автостанции прекратили работу.

## Автовокзалы
В Москве открыто 6 автовокзалов: Центральный, «Северные ворота», «Котельники», «Южные ворота», «Саларьево» и «Красногвардейский». Все 5 автовокзалов обслуживаются ГУП «Московский метрополитен».

## Автостанции
В Москве открыта 1 автостанция — «Новоясеневская», у станции метро «Новоясеневская». Единственная частная автостанция, обслуживается ООО «АвтоТрансЮг».

## Фотогалерея

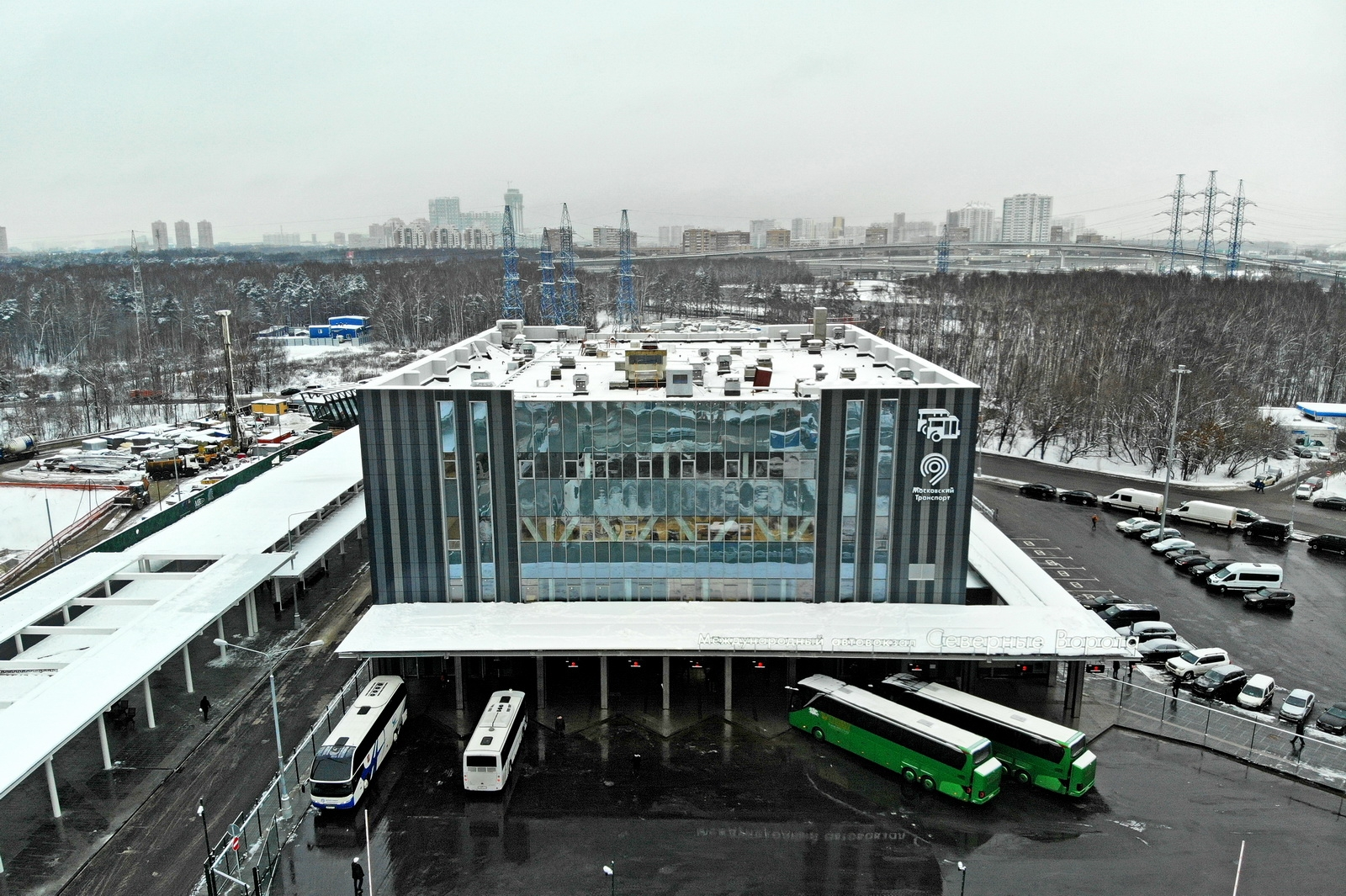
Автовокзал «Северные ворота»
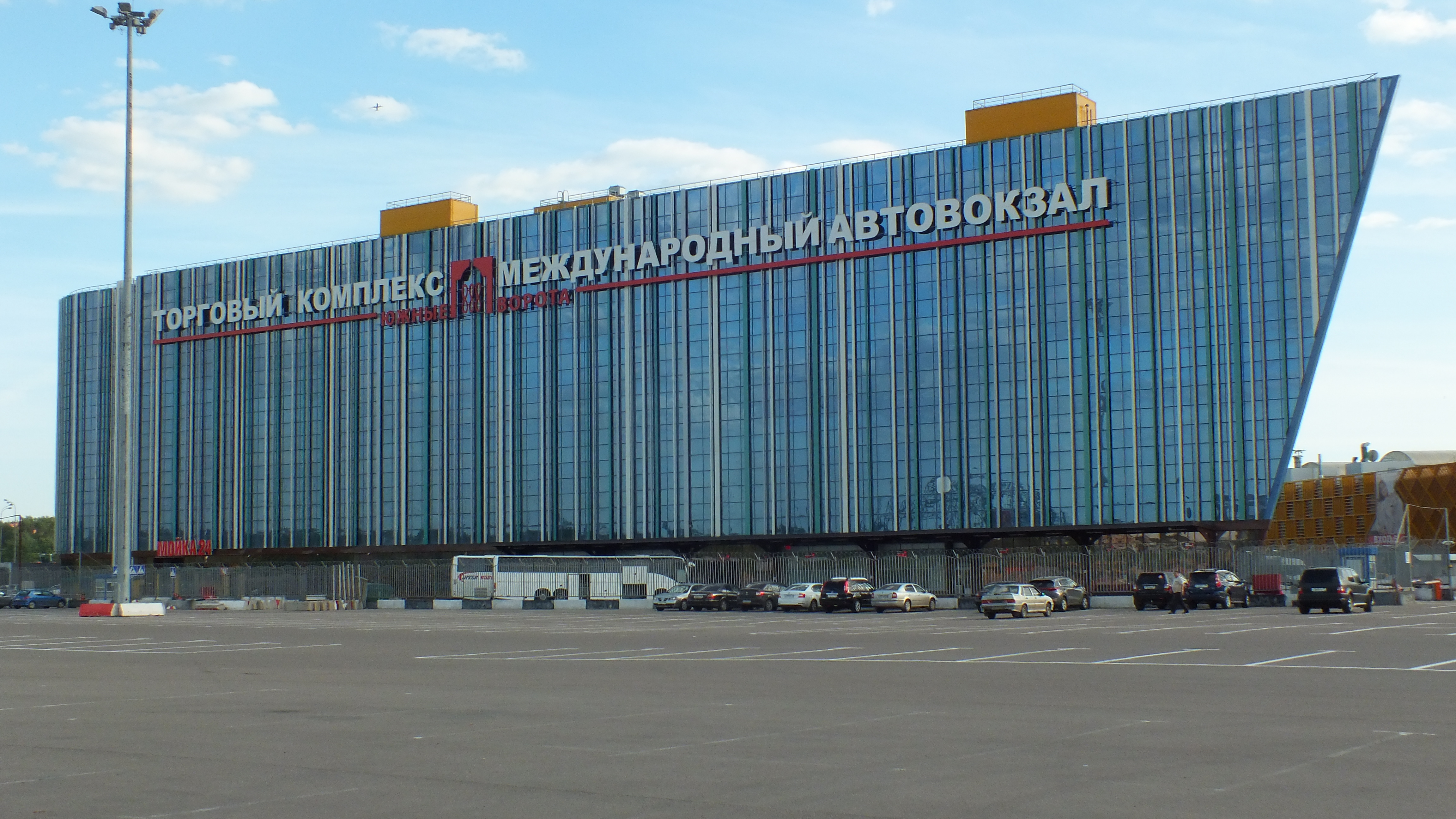
Автовокзал «Южные ворота»
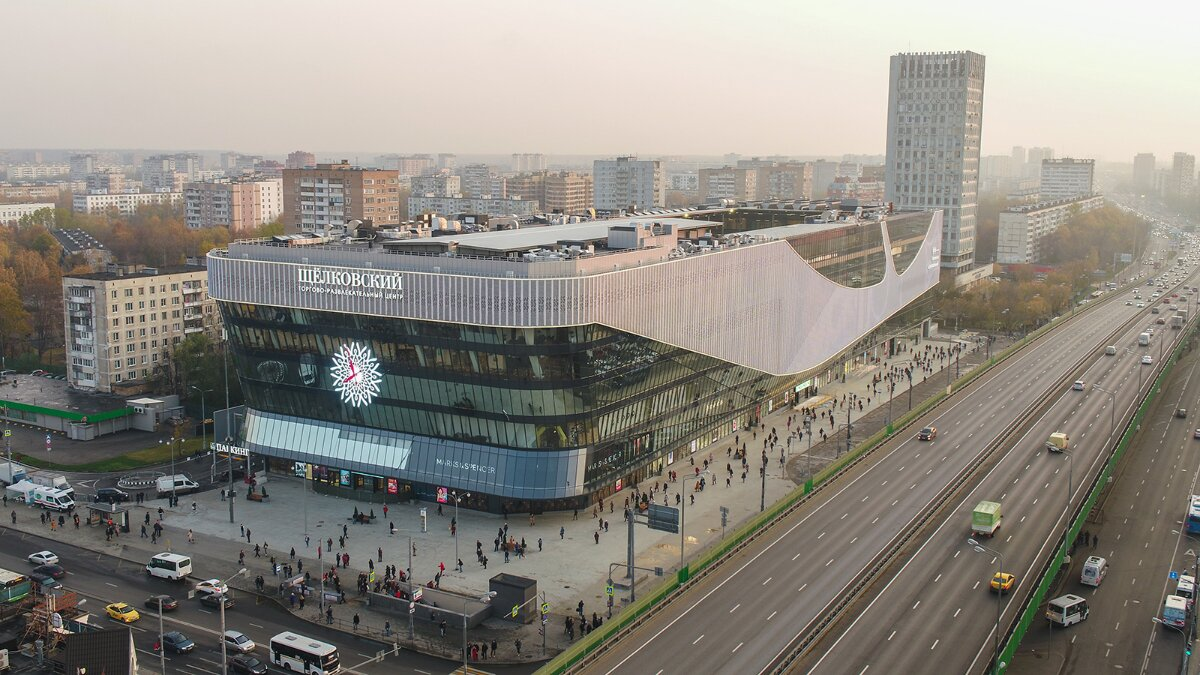
Центральный автовокзал
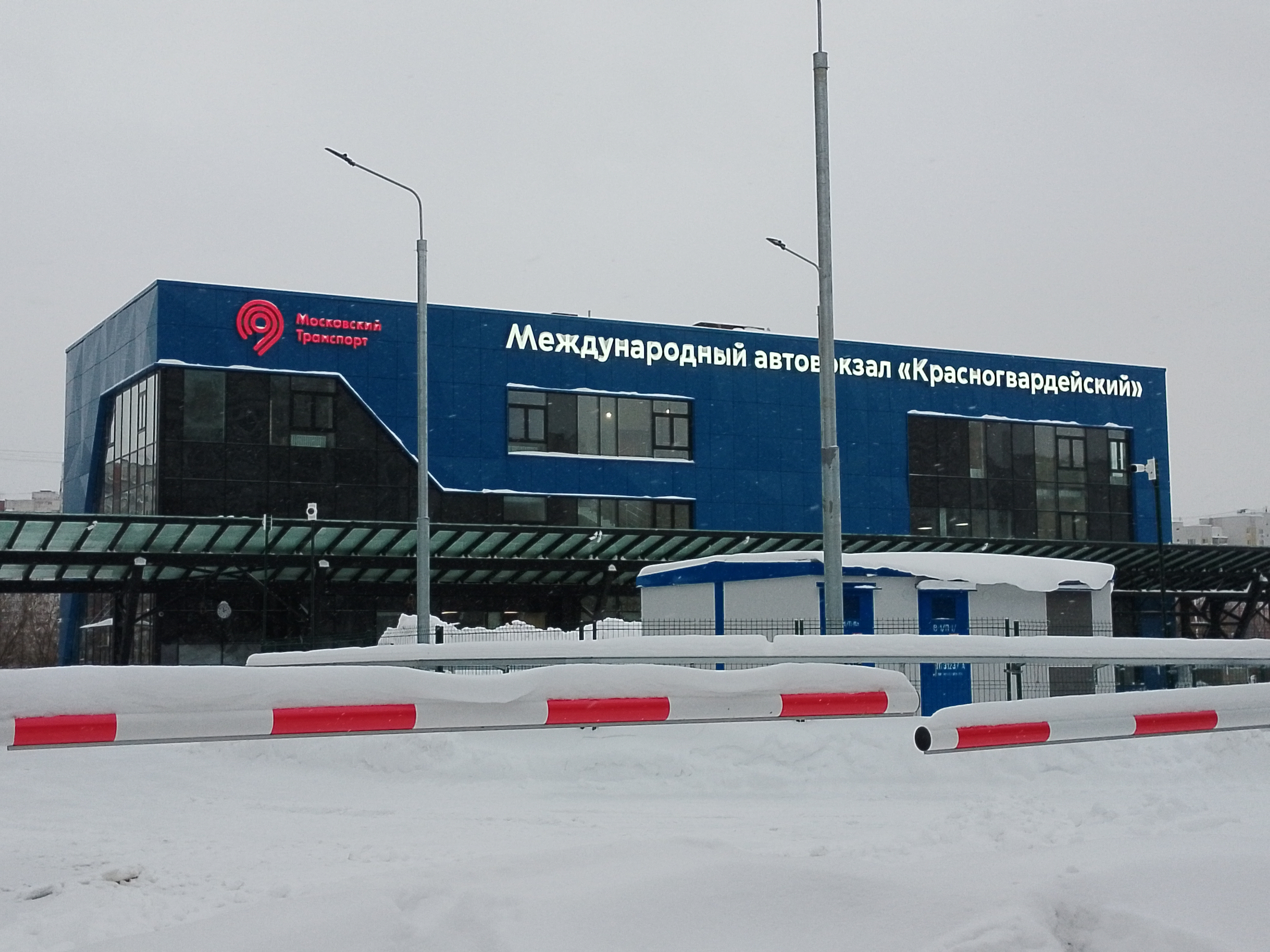
Международный автовокзал «Красногвардейский»